# Дейна Вайт

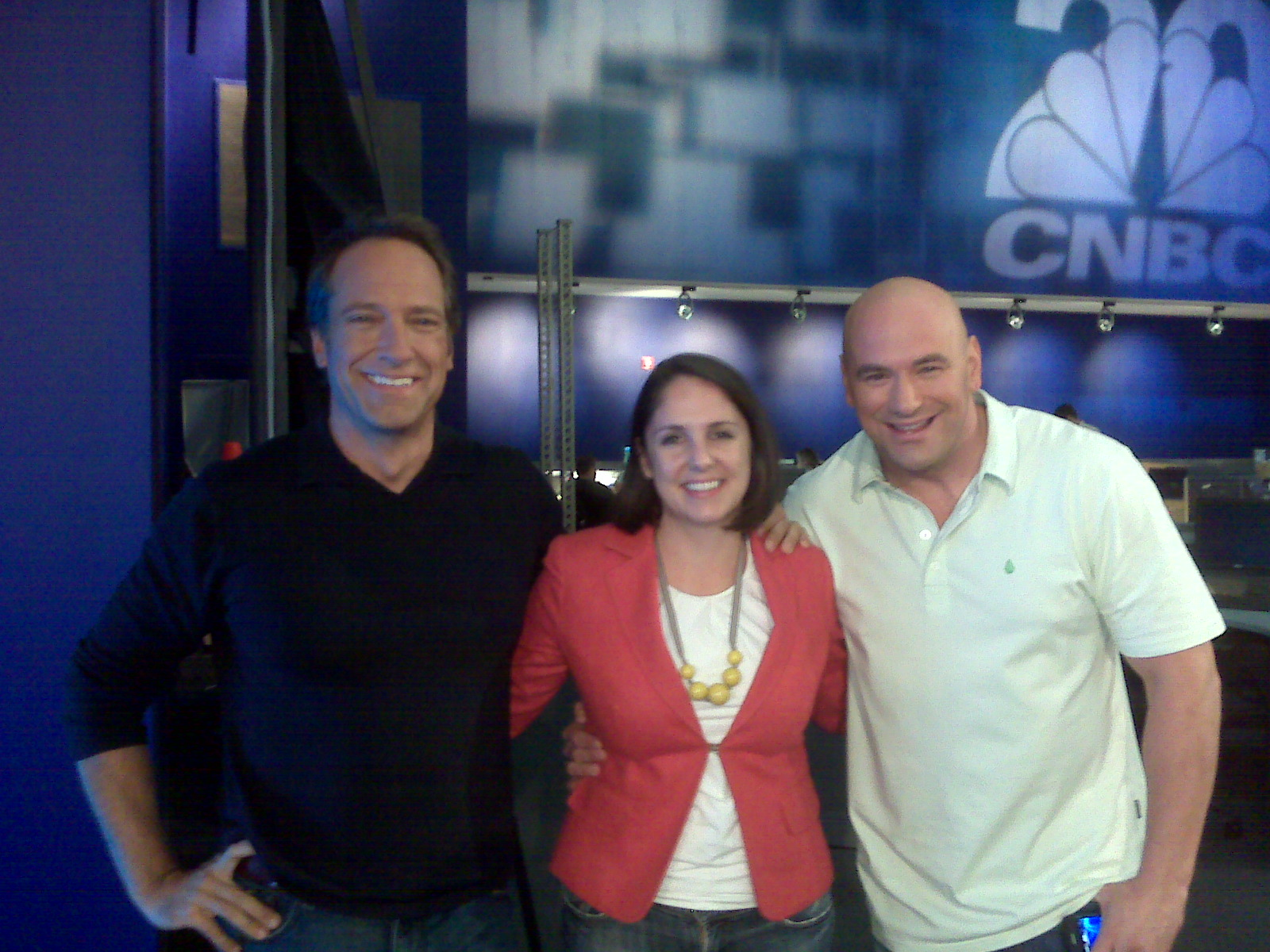

Де́йна Фре́дерік Вайт молодший (англ. Dana Frederick White Jr.; нар. 28 липня 1969) — чинний президент Абсолютного бійцівського чемпіонату (UFC) — найбільшої у світі організації змішаних бойових мистецтв (MMA).

## Біографія

### Дитинство і молодість
Дейна Вайт народився 28 липня 1969 року в Манчестері, штат Коннектикут. Зростав у Лас-Вегасі, штат Невада, та в Леванті, штат Мен.
Вайт здобував освіту в одному з коледжів Бостона, але не завершив навчання, проте почав працювати інструктором з аеробіки і боксу. У 1992 році Вайт заснував компанію «Дейна Вайт Ентерпрайзез» (англ. Dana White Enterprises), у якій проводились уроки аеробіки у трьох різних спортзалах. Разом із Тіто Ортісом і Чаком Лідделлом почав працювати менеджером бійців ММА.

### Купівля UFC
Працюючи менеджером, Вайт дізнався, що Semaphore Entertainment Group, материнська компанія UFC, шукає покупця UFC. Вайт зв'язався з другом дитинства, Лоренцо Фертітта, менеджером мережі казино Station Casinos і колишнім комісіонером Атлетичної комісії штату Невада. Через місяць Лоренцо і його старший брат Френк викупили UFC, призначивши Вайта президентом компанії. Нині Вайту належить 9 % компанії Zuffa, створеної як материнська компанія для UFC.

### Президент UFC
З часів покупки, Вайт є незмінним президентом промоушена. За час діяльності на цій посаді, Вайт відіграв ключову роль у розвитку та популяризації ММА в США та світі. Зроблено це було завдяки значним зусиллям у зміні правил спорту, які зробили поєдинки обмеженішими в часі і правилах (зокрема, були накладені заборони на раніше дозволені удари в пах, удари ногами в голову лежачого суперника тощо), що зробило спорт менш травмівним для широких мас людей. Крім того, змінилася маркетингова компанія: UFC стали співпрацювати з багатьма компаніями, отримали доступ до кабельного каналу SpikeTV.
Попри успіхи в ролі промоутера, Вайт регулярно піддається критиці за свою різкість (він не добирає висловлювань під час публічних виступів та інтерв'ю) і жорсткість: наприклад, японські та російські промоутери ММА в деяких випадках не змогли знайти з ним спільної мови[джерело?]. Також Вайт нерідко конфліктував із журналістами, які висвітлювали події ММА, зокрема, в інтернеті з'явилося відео, де Вайт нецензурно висловлюється про Лоретту Гант — журналістку сайту Sherdog, а також використовує вирази, що ображають геїв. Пізніше Вайт публічно попросив вибачення за образи на адресу геїв, однак навмисно не перепросив у Гант. Відтоді журналістам від Sherdog акредитації на пресконференції UFC не надаються.

## Особисте життя
Зі своєю дружиною Енн, з якою він познайомився ще під час навчання в середній школі, Вайт виховує трьох дітей (двох синів і дочку). Також відомо, що Вайт є атеїстом, хоча, за власним визнанням, «зачарований релігією».
Крім ММА, Вайт цікавиться іншими видами спорту, такими як регбі (під час четвертого сезону The Ultimate Fighter, Вайт кілька разів з'являвся в майці ірландської збірної з регбі), бейсбол (Вайт є лютим фанатом команди «Бостон Ред Сокс») і бокс, яким Вайт сам займався в молодості.

## Скандали
7 травня 2021 року Джошуа Фабіа, тренер Дієго Санчеса, в інтерв'ю Джону Гібсону виступив зі звинуваченнями на адресу керівництва UFC. Серед іншого, Фабіа розповів про те, що Дейна Вайт разом із матчмейкером Шоном Шелбі займалися сексом з дівчатами-бійцями, та повідомив, що має якісь відеоматеріали.
Раніше, 5 травня 2021 року, Дієго Санчес вибухнув емоційною промовою, в якій заявив, що неодноразово просив зустрічі з керівництвом UFC, але так і не отримав такої можливості. Скандал стався після того, як 29 квітня організація повідомила про зрив поєдинку Санчеса з Дональдом Серроне, після чого Санчес оголосив про вихід із UFC.

### Підтримка російських спортсменів
Протягом 2022—2023 років, після російського вторгнення в Україну та попри міжнародні санкції, Дейна Вайт виступає за участь росіян у турнірах MMA і за дозвіл представникам держави-агресора використовувати свій прапор.

## Досягнення та нагороди
- «Промоутер року» за версією журналу Wrestling Observer Newsletter (2005—2009)
- «Спортсмен року штату Невада» (2009)